# Copa d'Europa d'hoquei sobre patins masculina 2006-2007
La quaranta-dosena edició de la Copa d'Europa d'hoquei patins masculina, s'inicià el 14 d'octubre de 2006 i finalitzà l'1 de maig de 2007.
La fase final del torneig, organitzada sota el format de final a quatre (final four), es disputà el 31 de març i l'1 d'abril al recinte esportiu PalaBassano de Bassano del Grappa (Itàlia). La televisió pública catalana va retransmetre els tres partits de la fase final, tots ells en directe i pel canal 33. Concretament foren els dos de semifinals (19:15h i 21:30h del dissabte 31) i la final (19:30h del diumenge 1).

## Llegenda
| Pts = Punts totals PJ = Partits jugats PG = Partits guanyats PE = Partits empatats PP = Partits perduts GF = Gols a favor |  | GC = Gols en contra DG = Diferència de gols (GF-GC) Ressaltat en verd = Equip classificat per a la final four. Ressaltat en vermell = Equip eliminat per a la final four. (p) = Gol de penalti (pro.) = Gol en pròrroga |  |  |

## Ronda preliminar
| Anada 14 d'octubre 2006 Tornada 21 d'octubre 2006 |           |                     |  |
| SCRA Saint-Omer                                   | 5-1 / 3-6 | Herne Bay United RH |  |
| CGC Viareggio                                     | 3-1 / 6-3 | Juventude Viana     |  |
| US Coutras                                        | 2-4 / 6-5 | Genève RHC          |  |

## Primera fase
| Anada 4 de novembre 2006 Tornada 18 de novembre 2006 |            |                        |  |
| SC Thunerstern                                       | 0-8 / 9-3  | Alnimar Reus Deportiu  |  |
| FC Porto                                             | 6-1 / 1-7  | La Vendéenne           |  |
| RSC Uttigen                                          | 1-5 / 10-1 | Primavera Prato        |  |
| ERG Iserlohn                                         | 1-6 / 7-1  | Barcelona Sorli Discau |  |
| SCRA Saint-Omer                                      | 1-2 / 10-1 | ASD Bassano Hockey 54  |  |
| AP Follonica Hockey                                  | 9-3 / 5-3  | Juventude Viana        |  |
| RSC Cronenberg                                       | 3-6 / 8-3  | Roncato Patí Vic       |  |
| Genève RHC                                           | 3-7 / 9-4  | OC Barcelos            |  |

## Participants
| Grup A | Grup A                 |
| ------ | ---------------------- |
|        | Barcelona Sorli Discau |
|        | OC Barcelos            |
|        | Primavera Prato        |
|        | Roncato Patí Vic       |

| Grup B | Grup B                |
| ------ | --------------------- |
|        | ASD Bassano Hockey 54 |
|        | AP Follonica Hockey   |
|        | FC Porto              |
|        | Alnimar Reus Deportiu |

## Fase Regular

### Grup A
| Equip                  | Pts | PJ | PG | PE | PP | GF | GC | DG  |
| ---------------------- | --- | -- | -- | -- | -- | -- | -- | --- |
| Barcelona Sorli Discau | 15  | 6  | 5  | 0  | 1  | 28 | 11 | +17 |
| Roncato Patí Vic       | 9   | 6  | 3  | 0  | 3  | 13 | 17 | -4  |
| OC Barcelos            | 9   | 6  | 3  | 0  | 3  | 17 | 19 | -2  |
| Primavera Prato        | 3   | 6  | 1  | 0  | 5  | 11 | 22 | -11 |

| 2 de desembre de 2006 18:00 |     |                  |                 |
| Barcelona Sorli Discau      | 8-2 | Roncato Patí Vic | Palau Blaugrana |
|                             |     |                  | Palau Blaugrana |

| 2 de desembre de 2006 21:00 |     |                 |                               |
| OC Barcelos                 | 4-2 | Primavera Prato | Pavelló Municipal de Barcelos |
|                             |     |                 | Pavelló Municipal de Barcelos |

| 16 de desembre de 2006 18:00 |     |             |                        |
| Roncato Patí Vic             | 4-0 | OC Barcelos | Pavelló Olímpic de Vic |
|                              |     |             | Pavelló Olímpic de Vic |

| 16 de desembre de 2006 21:00 |     |                        |                        |
| Primavera Prato              | 2-3 | Barcelona Sorli Discau | Patinòdrom de Maliseti |
|                              |     |                        | Patinòdrom de Maliseti |

| 13 de gener de 2007 18:00 |     |                 |                        |
| Roncato Patí Vic          | 2-1 | Primavera Prato | Pavelló Olímpic de Vic |
|                           |     |                 | Pavelló Olímpic de Vic |

| 13 de gener de 2007 16:30 |     |             |                 |
| Barcelona Sorli Discau    | 6-2 | OC Barcelos | Palau Blaugrana |
|                           |     |             | Palau Blaugrana |

| 27 de gener de 2007 16:30 |     |                        |                        |
| Roncato Patí Vic          | 0-2 | Barcelona Sorli Discau | Pavelló Olímpic de Vic |
|                           |     |                        | Pavelló Olímpic de Vic |

| 27 de gener de 2007 21:00 |     |             |                        |
| Primavera Prato           | 1-5 | OC Barcelos | Patinòdrom de Maliseti |
|                           |     |             | Patinòdrom de Maliseti |

| 10 de febrer de 2007 18:00 |     |                  |                               |
| OC Barcelos                | 2-3 | Roncato Patí Vic | Pavelló Municipal de Barcelos |
|                            |     |                  | Pavelló Municipal de Barcelos |

| 10 de febrer de 2007 16:30 |     |                 |                 |
| Barcelona Sorli Discau     | 6-1 | Primavera Prato | Palau Blaugrana |
|                            |     |                 | Palau Blaugrana |

| 24 de febrer de 2007 21:00 |     |                  |                        |
| Primavera Prato            | 4-2 | Roncato Patí Vic | Patinòdrom de Maliseti |
|                            |     |                  | Patinòdrom de Maliseti |

| 24 de febrer de 2007 21:00 |     |                        |                               |
| OC Barcelos                | 4-3 | Barcelona Sorli Discau | Pavelló Municipal de Barcelos |
|                            |     |                        | Pavelló Municipal de Barcelos |

### Grup B
| Equip                 | Pts | PJ | PG | PE | PP | GF | GC | DG |
| --------------------- | --- | -- | -- | -- | -- | -- | -- | -- |
| ASD Bassano Hockey 54 | 11  | 6  | 3  | 2  | 1  | 16 | 14 | +2 |
| FC Porto              | 10  | 6  | 3  | 1  | 2  | 21 | 16 | +5 |
| Alnimar Reus Deportiu | 8   | 6  | 2  | 2  | 2  | 13 | 17 | -4 |
| AP Follonica Hockey   | 4   | 6  | 1  | 1  | 4  | 23 | 26 | -3 |

| 2 de desembre de 2006 17:00 |     |                       |                               |
| FC Porto                    | 1-2 | ASD Bassano Hockey 54 | Pavelló Municipal de Fânzeres |
|                             |     |                       | Pavelló Municipal de Fânzeres |

| 2 de desembre de 2006 21:30 |     |                     |                         |
| Alnimar Reus Deportiu       | 4-3 | AP Follonica Hockey | Pavelló Olímpic de Reus |
|                             |     |                     | Pavelló Olímpic de Reus |

| 16 de desembre de 2006 21:30 |     |                       |                         |
| Alnimar Reus Deportiu        | 1-1 | ASD Bassano Hockey 54 | Pavelló Olímpic de Reus |
|                              |     |                       | Pavelló Olímpic de Reus |

| 16 de desembre de 2006 21:00 |     |          |                           |
| AP Follonica Hockey          | 6-7 | FC Porto | Palau d'Esports Palagolfo |
|                              |     |          | Palau d'Esports Palagolfo |

| 13 de gener de 2007 21:00 |     |                     |             |
| ASD Bassano Hockey 54     | 1-5 | AP Follonica Hockey | PalaBassano |
|                           |     |                     | PalaBassano |

| 13 de gener de 2007 17:00 |     |                       |                               |
| FC Porto                  | 4-1 | Alnimar Reus Deportiu | Pavelló Municipal de Fânzeres |
|                           |     |                       | Pavelló Municipal de Fânzeres |

| 27 de gener de 2007 21:00 |     |          |             |
| ASD Bassano Hockey 54     | 3-3 | FC Porto | PalaBassano |
|                           |     |          | PalaBassano |

| 27 de gener de 2007 21:00 |     |                       |                           |
| AP Follonica Hockey       | 4-4 | Alnimar Reus Deportiu | Palau d'Esports Palagolfo |
|                           |     |                       | Palau d'Esports Palagolfo |

| 10 de febrer de 2007 20:30 |     |                       |             |
| ASD Bassano Hockey 54      | 4-0 | Alnimar Reus Deportiu | PalaBassano |
|                            |     |                       | PalaBassano |

| 10 de febrer de 2007 17:00 |     |                     |                               |
| FC Porto                   | 5-1 | AP Follonica Hockey | Pavelló Municipal de Fânzeres |
|                            |     |                     | Pavelló Municipal de Fânzeres |

| 24 de febrer de 2007 21:00 |     |                       |                           |
| AP Follonica Hockey        | 4-5 | ASD Bassano Hockey 54 | Palau d'Esports Palagolfo |
|                            |     |                       | Palau d'Esports Palagolfo |

| 24 de febrer de 2007 21:00 |     |          |                         |
| Alnimar Reus Deportiu      | 3-1 | FC Porto | Pavelló Olímpic de Reus |
|                            |     |          | Pavelló Olímpic de Reus |

## Final four

Logotip de la final a quatre.

Els horaris corresponen a l'hora d'estiu d'Itàlia (zona horària: UTC+2), als Països Catalans és la mateixa hora.
|  | Semifinals                                  | Semifinals            |   |  | Final                                      | Final |  |
|  |                                             |                       |   |  |                                            |       |  |
|  | 31 de març - Bassano del Grappa PalaBassano |                       |   |  |                                            |       |  |
|  | FC Barcelona Sorli Discau                   | 3                     |   |  |                                            |       |  |
|  | FC Porto                                    | 2                     |   |  |                                            |       |  |
|  |                                             |                       |   |  |                                            |       |  |
|  |                                             |                       |   |  | 1 d'abril - Bassano del Grappa PalaBassano |       |  |
|  |                                             |                       |   |  | FC Barcelona Sorli Discau                  | 5     |  |
|  |                                             | ASD Bassano Hockey 54 | 2 |  |                                            |       |  |
|  |                                             |                       |   |  |                                            |       |  |
|  |                                             |                       |   |  |                                            |       |  |
|  |                                             |                       |   |  |                                            |       |  |
|  | 31 de març - Bassano del Grappa PalaBassano |                       |   |  |                                            |       |  |
|  | ASD Bassano Hockey 54                       | 3                     |   |  |                                            |       |  |
|  | Roncato Patí Vic                            | 2                     |   |  |                                            |       |  |

### Semifinals
| 31 de març de 2007 19:15            |     |                           |                                               |
| FC Barcelona Sorli Discau           | 3-2 | FC Porto                  | PalaBassano Àrbitres: U. Barbarisi i G. Fermi |
| D. Páez 21' Ordeig 25' Panadero 51' |     | Ventura 25' E. García 25' | PalaBassano Àrbitres: U. Barbarisi i G. Fermi |

| 31 de març de 2007 21:30   |     |                     |                                              |
| ASD Bassano Hockey 54      | 3-2 | Roncato Patí Vic    | PalaBassano Àrbitres: R. Lamela i J. Ventura |
| Viana 18', 33' Orlandi 27' |     | Pujadas 7' Roca 50' | PalaBassano Àrbitres: R. Lamela i J. Ventura |

### Final
| 1 d'abril de 2007 19:30                              |     |                        |                                              |
| FC Barcelona Sorli Discau                            | 5-2 | ASD Bassano Hockey 54  | PalaBassano Àrbitres: R. Lamela i J. Ventura |
| Panadero 11', 36' Borregán 12' López 19' D. Páez 39' |     | Pereira 4' Orlandi 47' | PalaBassano Àrbitres: R. Lamela i J. Ventura |

|                                  |
| Campió FC BARCELONA SORLI DISCAU |